# An Ngãi
An Ngãi là một xã cũ thuộc huyện Long Điền, tỉnh Bà Rịa – Vũng Tàu, Việt Nam. Đây là địa phương có làng nghề bánh tráng nổi tiếng gần 100 năm nay.

## Địa lý

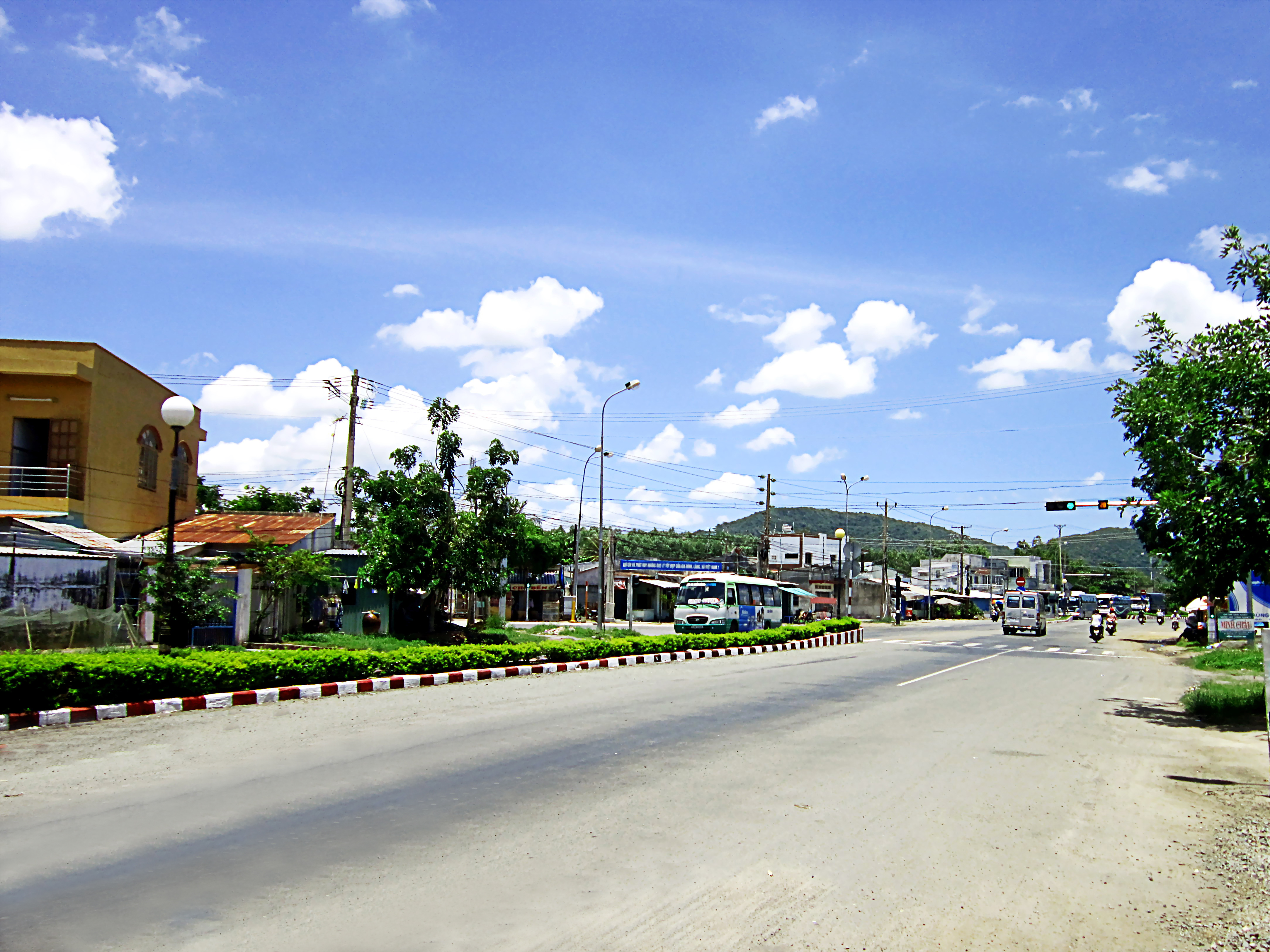
Ngã ba Chợ Bến

Xã An Ngãi nằm ở trung tâm huyện Long Điền, có vị trí địa lý:
- Phía đông giáp các xã An Nhứt và Tam Phước
- Phía tây giáp thị trấn Long Điền và thành phố Vũng Tàu
- Phía nam giáp xã Phước Hưng
- Phía bắc giáp thị trấn Long Điền.

Xã có diện tích 17,51 km², dân số năm 1999 là 5.740 người, mật độ dân số đạt 328 người/km².

## Hành chính
Xã An Ngãi được chia thành 5 ấp: An Bình, An Hòa, An Lộc, An Phước (trung tâm hành chính xã) và An Thạnh.

## Lịch sử
Sau năm 1975, xã An Ngãi thuộc huyện Long Đất.
Ngày 9 tháng 12 năm 2003, huyện Long Đất được chia thành hai huyện Long Điền và Đất Đỏ, xã An Ngãi thuộc huyện Long Điền.
Từ ngày 1 tháng 1 năm 2025, theo Nghị quyết số 1256/NQ-UBTVQH15 của Ủy ban Thường vụ Quốc hội, xã An Ngãi được sáp nhập với các xã An Nhứt và Tam Phước để thành lập xã Tam An trực thuộc huyện Long Đất.

## Danh nhân
- Phạm Hữu Chí (1905–1938): Bác sĩ nhân ái, thường chữa bệnh cho người nghèo. Trên địa bàn xã có một Trường Trung học Cơ sở và một Bệnh viện Phổi mang tên ông.
- Cao Văn Ngọc (1897-1961): Liệt sĩ, Anh hùng Lực lượng vũ trang nhân dân.
- Nguyễn Thanh Tuyền (1927-1968): tên thật Nguyễn Văn Bời, Liệt sĩ, Anh hùng Lực lượng vũ trang nhân dân.